# Feliks Franciszek Łoyko
Feliks (Felicjan) Franciszek Łoyko, przydomek rodowy: Rędziejowski, Rędziewski,; Rydzewski, pseud.: Eleuthère Patridophile(?); Gentil-homme de la Grande-Pologne(?); Gentil-homme polonois(?); Patridophilis Eleutherus(?), (ur. początek roku 1717 w Grzybowie, zm. 19 maja 1779 w Warszawie) – polski szlachcic, dyplomata, mąż zaufania króla Stanisława Augusta, historyk, pisarz polityczny, prawnik i ekonomista. Przedstawiciel polskiego oświecenia stanisławowskiego, przedstawiciel dyplomatyczny Rzeczypospolitej w Królestwie Francji w 1766 roku.

## Kariera
Jego ojcem był Karol Łoyko, a matką Teresa z Wojnarowskich. Rodzina Łoyko pieczętowała się herbem Wąż. Pochodził ze szlachty litewskiej, noszącej przy nazwisku przydomek Rędziejowski, Rędziewski lub Rydzewski. Urodził się w województwie sieradzkim, w majątku swej matki w Grzybowie. (J. Bartoszewicz inaczej lokalizuje miejsce urodzenia: Feliks urodził się... w województwie kaliskim, w tej jego części, która się później Gnieźnieńskim nazywała... a jeśli tak, to w miejscowości Grzybowo). Nauki pobierał w Kolegium Jezuitów w Poznaniu, a następnie w Akademii Rycerskiej w Legnicy. Nauki zakończył odbywając Grand Tour po Europie. Podjął służbę na dworze Janusza Antoniego Wiśniowieckiego (1678–1741), który był wówczas kasztelanem krakowskim a ten przedstawił go (jako pazia) królowi Augustowi III. Popierali go Czartoryscy, z którymi związał się politycznie. Był paziem na dworze Augusta III. W 1746 roku został nadwornym kamerjunkrem, a w 1754 szambelanem. Król mianował go starostą szropskim na Pomorzu, które to stanowisko przynosiło mu umiarkowany dochód. Prócz tego w 1749 został podczaszym orszańskim. Po śmierci Augusta III, Stanisław August zatwierdził (1765) go na urzędzie szambelana. Zwracał na siebie uwagę wiedzą i inteligencją.
Był członkiem konfederacji generalnej 1764 roku. Ponieważ Polska nie miała stałego przedstawicielstwa dyplomatycznego w Wersalu, został wysłany do Francji, gdzie Ludwik XV udzielił mu audiencji. Stanisław August Poniatowski polecił Rędziejowskiemu w 1766 ponownie udać się do Paryża i innych dworów burbońskich (Hiszpania, Neapol, Sycylia i Parma) jako poseł nadzwyczajny JKM i RP, by nawiązać stosowne kontakty.
W uznaniu zasług Łoyki jako posła król nadał mu order Św. Stanisława. Jeszcze w czasie misji w Paryżu został wybrany do dyrekcji Kompanii Manufaktur Wełnianych (21 IV 1766). Zaś po powrocie z misji został urzędnikiem Komisji Skarbowej. W 1766 został kawalerem Orderu Świętego Stanisława.

## Poseł nadzwyczajny JKM i RP w Paryżu
12 marca 1766 Feliks Łoyko napisał list do księcia de Praslina, ówczesnego francuskiego MSZ zawiadamiając go o swym przybyciu do Paryża i pozostawił go w pałacu księcia. Kolejne napisał do p. de Lalive – introduktora ambasadorów i do p. de Segueville, sekretarza króla Ludwika XV do spraw ambasadorskich. 13 marca książę odpowiedział listownie i wyznaczył dzień 16 marca (niedziela) na spotkanie z Feliksem Łoyką. 14 marca Łoyko odwiedził de Lalive’a i de Segueville’a.
15 marca gościł na obiedzie u posła nadzwyczajnego duńskiego Carla Heinricha Gleichena. U Gleichena gościli też wówczas; ambasador Królestwa Neapolu Don José Baeza y Vincentello, hrabia de Cantillana, Holandii Mattheus Lestevenon, a także ambasadorzy Królestwa Sardynii i Republiki Weneckiej. Dyplomaci poinformowali Łoykę, że będą go zapraszać i on będzie mógł ich zapraszać, dopiero gdy odbędzie audiencję powitalną w Wersalu u Ludwika XV. Łoyko zastosował się do tych rad, wyjątek zrobił jedynie dla ambasadora cesarskiego, swego starego znajomego, Georga Adama von Starhemberg i dla ambasadora maltańskiego i nuncjusza papieskiego, którzy sami go zaprosili do siebie. Poseł Holandii Mattheus Lestevenon, poskarżył się swemu rosyjskiemu koledze Dymitrowi Aleksjewiczowi Golicynowi, że Łoyko uchybił mu przysyłając bilet wizytowy, a nie przychodząc doń osobiście. Golicyn powiedział o tym Łoyce, który szybko naprawił gafę, odwiedzając Holendra w jego domu. Tymczasem swoje zapisy zostawili u Łoyki p. de Magelone, który pod nieobecność ambasadora Hiszpanii reprezentował interesy swego kraju w stolicy Francji i minister pełnomocny księcia Parmy hrabia Charles-Augustin de Ferriol d'Argental.
16 marca Łoyko odwiedził de Praslina i wręczył ministrowi pismo od króla Stanisława. Ten zaś wyznaczył audiencję publiczną posła przed Ludwikiem XV na dzień 1 kwietnia (wtorek). Od końca marca Łoyko słał bilety i zaproszenia do innych posłów i ambasadorów, a także do wybitniejszych Polaków przebywających podówczas w Paryżu, lub zamieszkujących tam, by towarzyszyli mu w audiencji jak to było w zwyczaju.
Wiemy, że miał problemy ze skomplementowaniem odpowiedniego orszaku, bowiem miał jedynie skromne możliwości finansowe, a w Paryżu pojawił się ze skromną świtą. 1 kwietnia 1766 roku Feliks Łoyko odbył urodczystą audiencję w Wersalu. By nadać dostojeństwo orszakowi poselstwa, musiał pożyczyć ludzi od innych dyplomatów i zamówić dla nich jednakową liberię. Maria Leszczyńska nie przyjęła posła z powodu choroby. Królową Francji zobaczył więc Łoyko dopiero 18 maja w Zielone Świątki. 1 kwietnia przyjęły go za to córki króla. Łoyko był w stolicy Francji i w Wersalu jeszcze kilka tygodni. Samo nawiązanie kontaktu dyplomatycznego uchodzi za sukces polskiej dyplomacji.
Jeszcze w czasie misji Łoyki, francuskim MSZ został (3 kwietnia 1766) Étienne-François de Choiseul. Od 8 kwietnia nowy MSZ załatwiał wszystkie sprawy z ambasadorami i posłami.  29 kwietnia Łoyko wyjechał z Wersalu. 6 maja Ludwik XV udzielił mu posłuchania, królowa zaś 11 maja. Rozmowa z królem 6 maja trwała kwadrans.  8 maja Étienne-François de Choiseul nadał posłowi polskiemu paszporty, wraz z uwolnieniem od opłaty. 13 maja Łoyko odwiedził w Wersalu Choiseula, który wręczył mu odpowiedzi króla i zatrzymał posła na obiedzie. 18 maja odbył Łoyko kolejną audiencje u królowej, a 20 maja otrzymał zwyczajowy podarek pożegnalny od sekretarza króla Francji  de Segueville’a. Podarunkiem tym był portret Ludwika XV ozdobionego brylantami o wartości 12.000 liwrów.

## Komisarz skarbowy i historyk
Na sejmie 1766 (tzw. sejmie Czaplica) został przez króla mianowany członkiem Komisji Skarbowej. W ciągu lat 1772–1776 był czterokrotnie skarbowym komisarzem królewskim. W 1776 roku został wybrany głosami Wielkopolski do Rady Nieustającej, w jej Departamencie Skarbu. Łoyko dał się poznać jako zwolennik manufaktur i przemysłu, dotąd pogardzanymi w szlachecko-rolniczym kraju.
Po pierwszym rozbiorze Polski w 1772, Łoyko wystąpił ze starannie zebranymi argumentami historycznymi w obronie polskich praw . Adam Naruszewicz rozwinął warsztat historyczny Łoyki.
W niektórych opracowaniach historycznych napotkać można fałszywą informacje, jakoby brał on udział w dyplomacji konfederacji barskiej.

## Śmierć
...Umarł po chrześcijańsku w Warszawie, dnia 19 maja 1779 we środę około godziny 9 wieczorem. ...Nazajutrz zaraz (20 maja) prowadził żałobną procesayą ze zwłokami Łojki do Ś. Jana ksiądz biskup koadjutor Chełmski, Alexanrowicz.

## Twórczość

### Ważniejsze utwory
1. Relation de mes audiences... à Versailles en qualité d'envoyé extraordinaire du roi, anonimowy przekł. polski (z francuskiego rękopisu): Sprawozdanie z audiencji udzielanych szambelanowi Łojko... w Wersalu 1766 r., "Kółko Domowe" t. 7 (1867), s. 129-133, 145-148; przedr. A. Przyboś, R. Żelewski, pt. Relacji F. Łojki z pobytu na dworze francuskim w r. 1766 w: Dyplomaci w dawnych czasach. Relacje staropolskie z XVI–XVIII stulecia, Kraków 1959, (streszczenie ogł. J. Bartoszewicz, "Tygodnik Ilustrowany" 1866, nr 334)
2. Wywód praw polskich do Pomeranii, brak miejsca wydania 1772 (tu także: Wiadomości szczególne o Nowej Marchii; Suplement wywodu praw Korony Polskiej do Pomeranii), wyd. następne zobacz poz. 8, (wyd. anonimowe); przekł.: francuski (1773), niemiecki (1773)
3. Réflexions d’un Gentil-homme de la Grande Pologne sur les Lettres-Patentes du Roi du Prusse en date du 13 septembre 1772 émanées..., brak miejsca wydania (1773), przedr. z nieznanego wcześniej pierwodruku); także w druku pruskim: Remarques d’un Gentilhomme du Royaume de Prusse sur les Réflexions d’unGentilhomme de la Grande Pologne etc., brak miejsca wydania 1773; także wydane w poz. 11-12 (w wersji opartej na nieznanym wydaniu); wyd. anonimowe, autorstwo Łojce przypisuje Estreicher, według S. Huberta autor nieustalony
4. Recherches sur la Nouvelle Marche pour servir de suite au: Précis des recherches sur la Pomeranie, brak miejsca wydania 1773[5], wyd. następne zobacz poz. 8, 11, 13; przekł. polski: Wywód pretensji do Nowej Marchii, służący za kontynuację do Zbioru pretensji do Pomeranii. Z francuskiego na polski, brak miejsca wydania (1773)[6], wyd. następne zobacz poz. 8
5. Odpowiedź na Wykład poprzedzający praw Korony Węgierskiej do Rusi Czerwonej i Podola, tak jako Korony Czeskiej do Księstw Oświęcimskiego i zatorskiego, brak miejsca wydania 1773, wyd. następne zobacz poz. 8
6. Wywód historyczny, prawo Najjaśniejszego Króla JMCi Pruskiego do Pomerelli, trzech powiatów wielkopolskich i Prus Polskich roztrząsający, oraz odpowiedź na pismo pt. Wykład praw pruskich, brak miejsca wydania 1773; wyd. anonimowe; autorstwo Łojki według L. Łukaszewicza i Estreichera, według Huberta tylko domniemane; przekł.: francuski (1773), łaciński (1775), niemiecki (1775)
7. Odpowiedź na skrypt pt. Wykład postępku Dworu Imperatorskiego Rosyjskiego względem Najjaśniejszej Rzeczypospolitej Polskiej, z dedukcją praw, na których on funduje wzięcie w posesją wartości wyrównywującej pretensjom tejże Rzeczypospolitej, brak miejsca wydania 1773, wyd. następne zobacz poz. 8, wyd. anonimowe; przekł. francuski (1775)
8. Zbiór deklaracji, not i czynności główniejszych, które poprzedziły i zaszły podczas sejmu pod węzłem konfederacji odprawiającego się od dnia 18 września 1772 do 14 maja 1773, brak miejsca i roku wydania, wyd. anonimowe, porównaj poz. 14; zawartość: noty i manifesty dworów zaborczych oraz odpowiedzi Łojki (tu m.in.: poz. 2, 4-5, 7)[7]
9. Examen du système des Cours de Vienne, de Pétersbourg et de Berlin concernant le démembrement de la Pologne. Untersuchung des Systems der Höfe von Wien, Petersburg und Berlin..., brak miejsca wydania 1773, inne wyd. Londyn 1773; druk anonimowy; autorstwo Łojce przypisuje Estreicher; według Huberta autor nieznany, według W. Konopczyńskiego broszurę napisał I. Pokubiatto
10. Analyse d’une brochure: Observations sur les déclarations des Cours de Vienne, de Pétersbourg et de Berlin au sujet du démembrement de la Pologne, brak miejsca wydania 1773 (wyd. anonimowe, autorstwo według Estreichera)
11. Insuffisance des Prétentions de Sa Majesté Prusienne sur la Grande-Pologne etc. démontrée avec une Préface de l'editeur pour servir d’introduction..., Londyn 1773, wyd. anonimowe; zawiera wersję francuską poz. 2-4
12. Les Droits des trois puissances alliée sur plusieurs provinces de la République de Pologne; Les réflexions d’un Gentil-homme polonois sur les Lettres-Patentes et prétentions de ces trois puissances, avec une Préface de l'éditeur pour servir d’introduction t. 1, Londyn 1773, wyd. anonimowe; zawartość: teksty not i manifestów dworów zaborczych przedrukowane z poz. 8; poz. 3; Préface d'éditeur; tom ten błędnie przypisany przez Estreichera "krasomowcom" dworów zaborczych, Lindsayowi lub Raynevalowi (co sprostował S. Hubert); t. 2 zobacz poz. 13
13. L'insuffisance et la nullité des droits des trois puissances co-partageantes sur plusieurs provinces de la République de Pologne, authentiquement démontrées et prouvées par l’histoire, les actes les plus authentiques et les traités les plus solemnels, conclus entre ces mêmes piussances et la sèrènissime République, garantis par plusieurs Cours de l’Europe, avec le manifeste de la Confédération de Bar... t. 2, Londyn 1774, wyd. anonimowe; zawartość: teksty odpowiedzi na noty i manifesty zaborców przedr. z poz. 8 (poz. 2, 4-5, 7); poz. 6; dodany manifest konfederacji barskiej; t. 1 zobacz poz. 12
14. Krótkie roztrząśnienie prawa trzech dworów do Korony Polskiej, brak miejsca wydania 1782[8], wyd. następne: brak miejsca wydania 1788; Warszawa (Lwów) 1831; wyd. anonimowe, prawdopodobnie skrót poz. 8.

Ponadto Łojko publikował swe artykuły w "Monitorze" (1765, nr 35-38; 1766, nr 2-13).

### Listy i materiały
1. Do H. Brühla z roku 1745, rękopis: Landeshauptarchiv w Dreźnie, loc. 3588
2. Korespondencja z Paryża z roku 1766, rękopis: Biblioteka Czartoryskich, sygn. 652
3. Rękopisy nieukończonych prac ekonomicznych (notaty, wypisy, kopie aktów, tablice genealogiczne i statystyczne, bruliony rozpraw), poświęconych numizmatyce, skarbowości, handlowi, górnictwu, ludności, wojsku, miastom, geografii, polityce zagranicznej i innym zagadnieniom, w Bibliotece Czartoryskich, sygn. 1066–1133.

Szczegółowy przegląd zawartości podaje (E. Łojko): F. Łojko jako ekonomista, Kraków 1885.